# Synagoge (Mszislau)

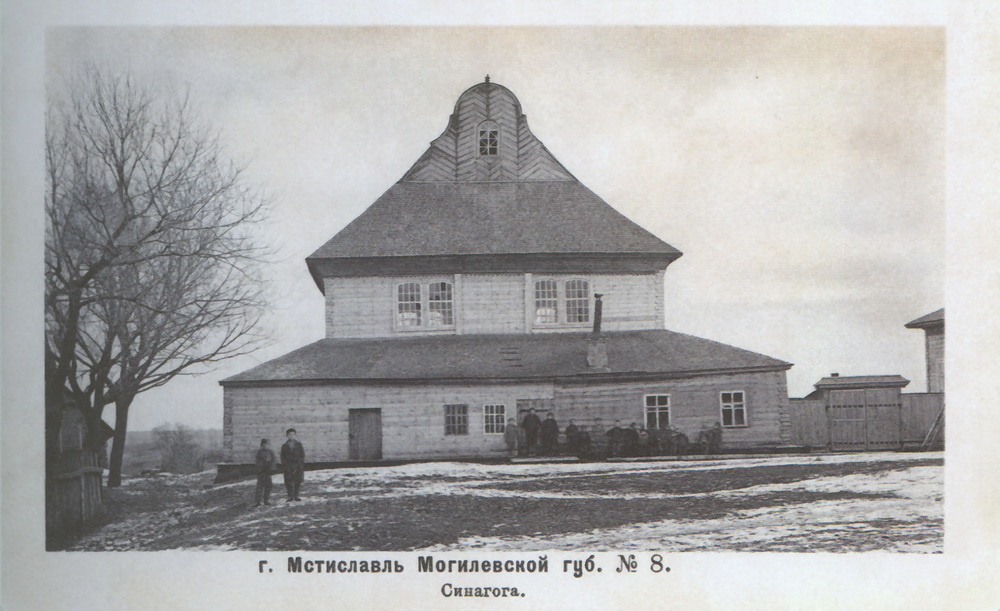
Synagoge

Die hölzerne Synagoge in Mszislau, einer belarussischen Stadt in der Mahiljouskaja Woblasz, wurde im 18. Jahrhundert errichtet und im Zweiten Weltkrieg zerstört.

## Beschreibung
Es ist davon auszugehen, dass die Synagoge in der zweiten Hälfte des 18. Jahrhunderts errichtet wurde.
Der hohe Bau der Haupthalle war im Norden, Westen und Süden von niedrigeren Anbauten umgeben, deren Dächer sich an die Seitenwände anlehnten und unterhalb der Fenster begannen. Im Westen beherbergten sie das Vestibül sowie einen beheizbaren Gebetsraum für den Winter sowie an den anderen Seiten die Frauengebetsräume.
Vermutlich hatte jede Seite zwei hoch angebrachte Zwillingsfensterpaare.
Das hohe Walmdach hatte im Westen einen Giebel im Barockstil mit einem kleinen Fenster in der Mitte.
Über das Innere ist nichts bekannt; wahrscheinlich hatte der Hauptraum aber eine in die Dachkonstruktion hineingebaute Kuppel.
Die Synagoge war bis in die 1930er Jahre in Gebrauch und wurde im Zweiten Weltkrieg zerstört.